# Nightman
Nightman is het alter ego van de Belgische muzikant Tijs Delbeke (15 oktober 1984).
Nightman laat zich live omringen door Boris Van Severen (gitaar), Thomas Mortier (basgitaar) en Christophe Claeys (drums). Op 26 februari 2016 bracht Nightman zijn eerste album Chapters uit. Delbeke vroeg voor dit project aan twaalf verschillende regisseurs om iets te maken rond een van zijn songs. Op 25 september 2015 lanceerde Nightman zijn eerste clip Nice & Clean. Daarnaast trad hij op als live-gastmuzikant bij onder meer Tom Pintens, dEUS en Mauro Pawlowski, en als gastmuzikant op het debuutalbum van Ellen Schoenaerts.

## Biografie
Delbeke studeerde Taal- en Letterkunde: Engels-Nederlands aan de Universiteit Antwerpen aangevuld met een extra jaar Ibero-Amerikaanse studies aan de KU Leuven. Daarna doctoreerde hij met als onderwerp live ondertiteling en spraakherkenning. Hij stopte zijn doctoraat echter om zich op muziek te richten.
Delbeke is multi-instrumentalist en speelt bij verschillende bands. Sir Yes Sir, opgericht in 2009, kan echter als zijn hoofdproject worden beschouwd. De band nam in 2010 deel aan Humo's Rock Rally, maar won niet. Delbeke verklaarde later dat de band nog onvoldoende rijp was. Pas in 2013 verscheen uiteindelijk het debuutalbum.
In 2009 speelde Delbeke met dEUS op Pukkelpop. Hij werd door de band uitgenodigd, nadat Klaas Janzoons hem had opgemerkt in een theaterstuk. In een interview gaf Delbeke aan dat dit zorgde voor een groei van zijn netwerk. Later speelde hij bij de alternatieve jazz/popband Dez Mona gitaar, piano, viool en trombone, en bij Roosbeef speelt hij gitaar en toetsen.
In 2012 werd hij genomineerd in de categorie "beste muzikant" op de Music Industry Awards 2012. 
Radio 1 koppelde Delbeke in 2014 voor het project 'Schrijver Zkt. Zanger' aan Bart Moeyaert, waar het nummer De waarheid krijgt een stoel uit ontstond. Deze samenwerking vervolgde zich: samen maakten ze de EP Rood Rood (2014), met vijf nummers over de liefde.
In 2015 speelde hij samen met andere muzikanten livemuziek van Vladimir Vysotski voor een concert in Theater Zuidpool. Met Jef Neve, Isolde Lasoen en Flip Kowlier ging hij datzelfde jaar op muzikale roadtrip door Zuid-Afrika, wat resulteerde in de vijfdelige reeks Soundtrack, die werd uitgezonden op Canvas.
In 2016 bracht hij onder de naam Nightman zijn eigen debuutalbum Chapters uit. Begin 2017 zette hij het project opzij om zich op andere projecten te richten.
Delbeke schreef mee aan het nummer Waar is de meisje? van De Hoop. Hij maakte ook soundtracks bij theatervoorstellingen van FC Bergman (met Liesa Van der Aa en Stijn Cole) en MARS.
In 2017 was hij een van de muzikanten bij De Ideale Wereld-special op Pukkelpop. Delbeke was in 2017 een van de gastzangers die speelden in het kader van een jazzproject van Hamster Axis of the One-Click Panther, optredens waarvan de opnames gedeeltelijk werden uitgebracht op de cd Mest.
Delbeke doceert kleinkunst aan het Koninklijk Conservatorium Antwerpen.
In november 2018 voegde Delbeke zich bij de Belgische indierockgroep Balthazar na het vertrek van Patricia Vanneste. Hij treedt vanaf 2018 ook op met Warhaus.
Delbeke was in 2024 een van de initiatiefnemers en medeorganisator van de 505 concerten voor menselijkheid, een gratis festival in Antwerpen.

## Band
- Tijs Delbeke: speelde als gastmuzikant bij o.a. dEUS, Dez Mona, Roosbeef, Ellen Schoenarts en Mauro Pawlowski. Bij Sir Yes Sir neemt Tijs Delbeke naast zang ook gitaar en toetsen voor zijn rekening. In 2012 werd Tijs Delbeke genomineerd voor een MIA (Music Industry Awards) in de categorie muzikant. Samen met Bart Moeyaert maakte hij de ep Rood Rood in 2014.[24]
- Boris Van Severen: gitarist van de groep.
- Thomas Mortier: basgitarist.
- Christophe Claeys: drummer.[1]

## Albums
| Titel    | Datum release    | Platenlabel        |
| -------- | ---------------- | ------------------ |
| Chapters | 26 februari 2016 | Sony Music Belgium |

### Chapters
Chapters is het eerste album van Nightman en telt 13 songs. Chapters werd grotendeels opgenomen in DEStudio.
| Track | Titel                       |
| ----- | --------------------------- |
| 1     | Nice & Clean                |
| 2     | Always Except for Sometimes |
| 3     | The Night                   |
| 4     | Don't You Know              |
| 5     | This War                    |
| 6     | Cross-eyed Girl             |
| 7     | Rain (I Tried So Many Ways) |
| 8     | Try to Hurt You             |
| 9     | How to Be Alone             |
| 10    | I Messed Up (For You)       |
| 11    | Hope Is Close to Fear       |
| 12    | Neither Do I                |
| 13    | Save Some of My Health      |

## Singles
| Titel     | Datum release   | Platenlabel        |
| --------- | --------------- | ------------------ |
| The Night | 23 oktober 2015 | Sony Music Belgium |